# Ленінське (Сарикольський район)
Ле́нінське (каз. Ленин) — село у складі Сарикольського району Костанайської області Казахстану. Входить до складу Комсомольського сільського округу.
Населення — 86 осіб (2021; 200 у 2009, 232 у 1999, 273 у 1989).